# Time After Time (série télévisée)
Time After Time est une série télévisée américaine en douze épisodes de 42 minutes créée par Kevin Williamson, basé sur le film et le roman éponyme, dont cinq épisodes ont été diffusés entre le 5 et le 26 mars 2017 sur le réseau ABC et en simultané sur le réseau CTV au Canada.
Cette série est inédite dans tous les pays francophones.

## Synopsis
Vers la fin du XIXe siècle, H. G. Wells a construit une machine à voyager dans le temps lors de ses recherches pour son roman mais un de ses ami, John Stevenson, était poursuivi par la police décida de l'utiliser pour leur échapper. Risquant de changer le passé, Wells utilisa lui la machine pour ramener John dans leur temps afin qu'il puisse payer pour ses crimes.

## Distribution

### Acteurs principaux
- Freddie Stroma : H. G. Wells
- Joshua Bowman : Dr John Stevenson / Jack l'Éventreur
- Génesis Rodríguez : Jane Walker
- Nicole Ari Parker : Vanessa Anders
- Will Chase : Griffin Monroe, mari de Vanessa
- Jennifer Ferrin (en) : Brooke Monroe, sœur de Griffin (dès l'épisode 3)

### Acteurs récurrents
- Omar Maskati (en) : Martin Scott
- Elliot Villar : Doug Lawson
- Tom Day : Carl

## Production

### Développement
Le projet de série a débuté le 14 septembre 2015, pour le réseau ABC avec l'acquisition du projet.
Le 28 janvier 2016, ABC commande un épisode pilote, pour la saison 2016/2017.
Le 12 mai 2016, le réseau ABC annonce officiellement après le visionnage du pilote, la commande du projet de série avec une commande initiale de treize épisodes, pour une diffusion lors de la saison 2016 / 2017.
Le 17 mai 2016, lors des Upfronts 2016, ABC annonce la diffusion de la série pour le premier semestre 2017.
Le 10 janvier 2017, le réseau ABC annonce la date de lancement de la série au 5 mars 2017.
Le 29 mars 2017, la chaîne annule la série après les médiocres audiences des cinq premiers épisodes et la remplace immédiatement par le jeu Match Game.

### Casting
L'annonce de la distribution des rôles a débuté le 16 février 2016, avec l'arrivée de Freddie Stroma en tête d'affiche dans le rôle de H. G. Wells. Puis le lendemain, Joshua Bowman obtient le rôle de John Stevenson.
En mars 2016, Génesis Rodríguez rejoint la série dans le rôle de Jane Walker, suivie par Regina Taylor qui est annoncée dans le rôle de Vanessa Anders et de la chanteuse et actrice Jordin Sparks initialement castée dans le rôle de Jesse Givens, la colocataire de Jane, rôle éliminé.
En juin 2016, Nicole Ari Parker reprend le rôle de Vanessa Anders. Puis en août, Jennifer Ferrin décroche le rôle de Brooke puis Will Chase dans le rôle de Griffin.

### Tournage
La série est tournée à New York dans l'État de New York.

## Épisodes
1. Pilot
2. I Will Catch You
3. Out of Time
4. Secrets Stolen
5. Picture Fades
6. Caught Up in Circles
7. Suitcases of Memories
8. If You're Lost
9. You Will Find Me
10. Turned to Gray
11. I Fall Behind
12. Skin Deep